# Dasysternica pericalles
Dasysternica pericalles är en fjärilsart som beskrevs av Turner 1922. Dasysternica pericalles ingår i släktet Dasysternica och familjen mätare. Inga underarter finns listade i Catalogue of Life.